# SMS Helgoland (1912)
O SMS Helgoland foi um cruzador de reconhecimento operado pela Marinha Austro-Húngara e a segunda embarcação da Classe Novara, depois do SMS Saida e seguido pelo SMS Novara. Sua construção começou em outubro de 1911 nos estaleiros da Ganz-Danubius e foi lançado ao mar em novembro do ano seguinte, sendo comissionado na frota austro-húngara em setembro de 1914. Era armado com uma bateria principal de nove canhões de 100 milímetros, possuía um deslocamento carregado de quatro mil toneladas e conseguia alcançar uma velocidade máxima de 27 nós.
O Helgoland entrou em serviço um mês depois do início da Primeira Guerra Mundial e teve uma carreira relativamente ativa. Ele participou do Bombardeio de Ancona em maio de 1915 e foi frequentemente usado em vários ataques contra a Barragem de Otranto e navios mercantes inimigos. Essas operações culminaram com a Batalha do Estreito de Otranto em meados de maio de 1917, em que ele ajudou afundar várias traineiras britânicas. O Helgoland também se envolveu no Motim de Cátaro em fevereiro de 1918, quando foi o alvo de tiro de vários cruzadores blindados amotinados.
A Áustria-Hungria foi derrotada em novembro de 1918 com a assinatura do Armistício de Villa Giusti e o Helgoland foi inicialmente transferido para a recém formada Iugoslávia. Entretanto, sob os termos do Tratado de Saint-Germain-en-Laye de 1919, ele foi cedido como prêmio de guerra à Itália. Foi renomeado Brindisi e comissionado na Marinha Real Italiana em junho de 1921. Inicialmente serviu em uma esquadra no Mar Mediterrâneo até 1924, quando foi transferido para a Líbia por um ano, depois retornando para a Itália. Foi tirado do serviço em março de 1937 e em seguida desmontado.

## Características

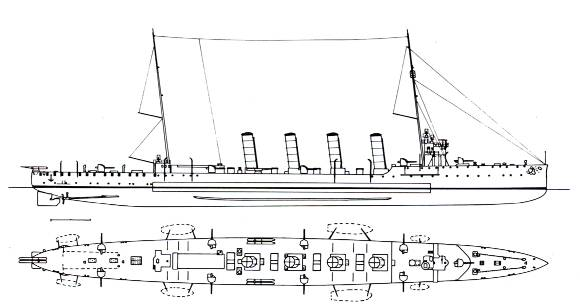
Desenho da Classe Novara

O Helgoland tinha 130,64 metros de comprimento de fora a fora, boca de 12,79 metros e calado de 4,6 metros. Seu deslocamento normal era de 3,6 mil toneladas, enquanto o deslocamento carregado era de 4 081 toneladas. Seu sistema de propulsão tinha dezesseis caldeiras Yarrow que alimentavam duas turbinas a vapor AEG-Curtis, cada uma girando uma hélice. O sistema tinha uma potência indicada de 25,6 mil cavalos-vapor (18,8 mil quilowatts), suficiente para uma velocidade máxima de 27 nós (cinquenta quilômetros por hora). O navio transportava 710 toneladas de carvão, o que dava uma autonomia de aproximadamente 1,6 mil milhas náuticas (três mil quilômetros) a uma velocidade de 24 nós (44 quilômetros por hora). Sua tripulação tinha 340 oficiais e marinheiros.
O armamento principal consistia em nove canhões Škoda K11 calibre 50 de 100 milímetros em montagens pedestais únicas, três no castelo da proa, duas em cada lateral à meia-nau e mais duas lado a lado no tombadilho. Também era armado com um canhão SFK L/44 de 47 milímetros. Um canhão antiaéreo Škoda K10 calibre 50 de 66 milímetros e seis tubos de torpedo de 533 em três montagens duplas foram adicionados em 1917. A Marinha Austro-Húngara planejou remover as armas do castelo da proa e tombadilho e substitui-las por dois canhões de 150 milímetros, porém isto nunca foi feito antes do fim da guerra. O Helgoland tinha um cinturão de blindagem com sessenta milímetros de espessura à meia-nau, um convés com vinte milímetros e torre de comando com laterais de sessenta milímetros de espessura.

## História

### Início de serviço

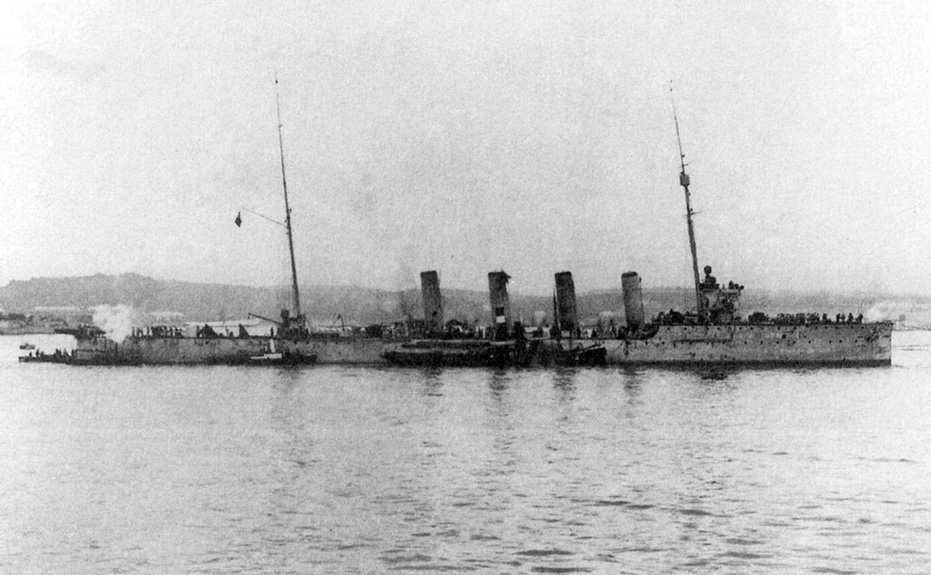
O Helgoland c. 1914

O batimento de quilha do Helgoland ocorreu no dia 28 de outubro de 1911 nos estaleiros da Ganz-Danubius em Fiume. Seu casco completo foi lançado ao mar em 23 de novembro de 1912 e o navio foi finalizado em 5 de setembro de 1914, um mês depois do início da Primeira Guerra Mundial. A Itália declarou guerra contra a Áustria-Hungria em 23 de maio de 1915 e a maior parte da frota austro-húngara partiu na mesma noite para um bombardeio surpresa do litoral italiano. O Helgoland, seu irmão SMS Saida, o cruzador de reconhecimento SMS Admiral Spaun, o cruzador protegido SMS Szigetvár e nove contratorpedeiros proporcionaram cobertura durante a operação para um possível contra-ataque italiano, que não ocorreu. O Helgoland e dois contratorpedeiros mesmo assim encontraram, enfrentaram e danificaram o contratorpedeiro italiano Turbine durante a operação. O Helgoland, Saida e quatro contratorpedeiros bombardearam em 17 de agosto forças italianas na ilha de Pelagosa, que tinha sido recentemente ocupada.
A Marinha Austro-Húngara começou uma série de incursões no final do ano contra navios mercantes reabastecendo as forças Aliadas na Sérvia e Montenegro. O Helgoland, Saida e a 1ª Divisão de Torpedeiros atacaram o litoral da Albânia na noite de 22 para 23 de novembro e afundaram dois navios de transporte italianos que carregavam farinha. O navio participou de outra incursão com cinco contratorpedeiros a noite de 28 para 29 de dezembro, quando encontrou e abalroou o submarino francês Monge entre a cidade italiana de Brindisi e a albanesa de Durazzo. O Helgoland e os contratorpedeiros atacaram embarcações mercantes e Durazzo na manhã seguinte. Dois contratorpedeiros bateram em minas navais e precisaram ser abandonados. As forças sobreviventes escaparam dos Aliados em perseguição depois do cair da noite. O cruzador deu cobertura entre 31 de maio e 1º de junho para a incursão contratorpedeiros e barcos torpedeiros contra traineiras defendendo a Barragem de Otranto.

### Estreito de Otranto

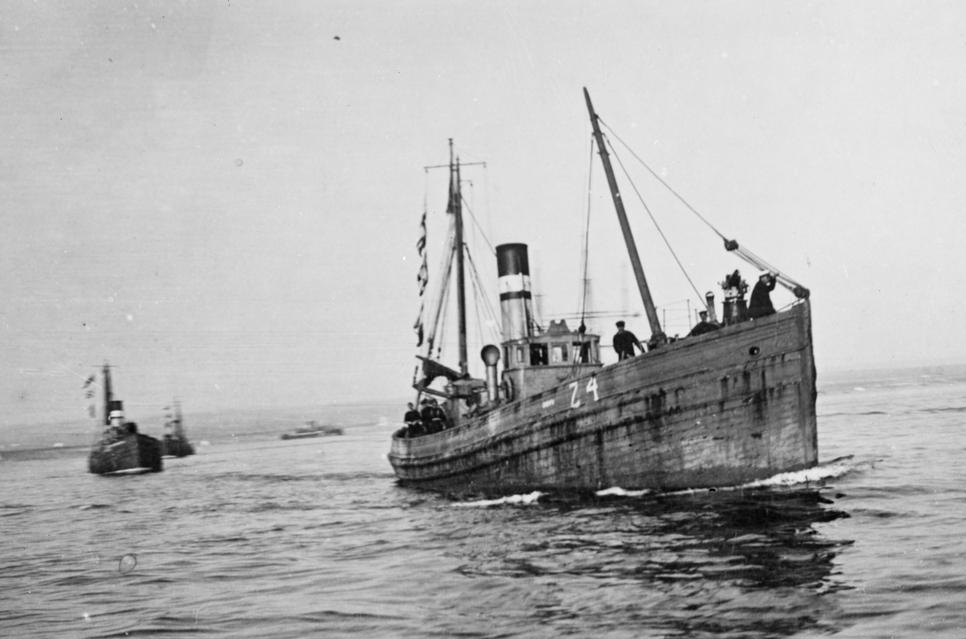
Traineiras britânicas seguindo para a Barragem de Otranto

O capitão Miklós Horthy planejou em maio de 1917 uma grande incursão contra as traineiras da Barragem de Otranto usando os três cruzadores da Classe Novara. Estes foram modificados para se parecerem com contratorpedeiros e passaram por grandes reformas. Suas caldeiras e turbinas foram limpadas a fim de garantir maior eficiência possível e uma arma antiaérea foi instalada em cada um. As embarcações atacariam separadamente enquanto dois contratorpedeiros realizariam ataques contra traineiras no litoral albanês com o objetivo de atrair a atenção para longe dos cruzadores. Os navios partiram na noite de 14 de maio e conseguiram passar pela linha de traineiras na escuridão sem serem detectados. As traineiras soltaram suas redes e começaram a seguir para o Estreito de Otranto assim que os sons dos ataques dos contratorpedeiros foram ouvidos. O Helgoland então se virou e atacou o grupo mais ocidental de traineiras à medida que a alvorada chegava em 15 de maio. Os três navios afundaram entre si catorze traineiras.
Os navios austro-húngaros foram avistados pela primeira vez por um grupo de três contratorpedeiros franceses liderados pelo contratorpedeiro italiano Carlo Mirabello, porém os cruzadores tinham armas maiores e isto dissuadiu o comandante Aliado de tentar um ataque. Os austro-húngaros foram interceptados pouco depois por uma força mais forte composta pelos cruzadores rápidos britânicos HMS Bristol e HMS Dartmouth, escoltados por quatro contratorpedeiros italianos. O Dartmouth abriu fogo com seus canhões de 152 milímetros a uma distância de 9,7 quilômetros e Horthy ordenou que seus navios lançassem uma cortina de fumaça. Horthy pediu por reforços que se materializaram na forma do cruzador blindado SMS Sankt Georg, que partiu com dois contratorpedeiros e quatro barcos torpedeiros, mas estes ainda estavam muito distantes. A fumaça quase fez os três cruzadores colidirem, porém deu cobertura para que eles se aproximassem dos britânicos. Os austro-húngaros emergiram a uma distância de 4,5 quilômetros, um alcance muito mais adequado para seus canhões menores.
Os três cruzadores estavam afastando seus perseguidores quando o Novara, o navio da vanguarda e a capitânia de Horthy, foi acertado várias vezes. Suas caldeiras foram incapacitadas e ele ficou imóvel. O Saida se preparou para rebocá-lo, porém vários contratorpedeiros italianos atacaram em sucessão. O fogo dos três cruzadores impediu que se aproximassem o suficiente e assim não acertaram. O Sankt Georg apareceu e o Saida rebocou o Novara. Os quatro navios assumiram em linha, com o Sankt Georg na retaguarda para dar cobertura aos outros três. O antigo navio de defesa de costa SMS Budapest e mais três barcos torpedeiros juntaram-se aos outros durante a tarde para fortalecer a escolta. Os navios Aliados retornaram para Brindisi e os austro-húngaros prosseguiram lentamente para sua base. No decorrer da batalha, o Helgoland disparou 1 052 projéteis de seus canhões. O capitão Erich Heyssler, seu oficial comandante, foi condecorado com a Ordem de Leopoldo por sua liderança no combate.

### Fim da guerra

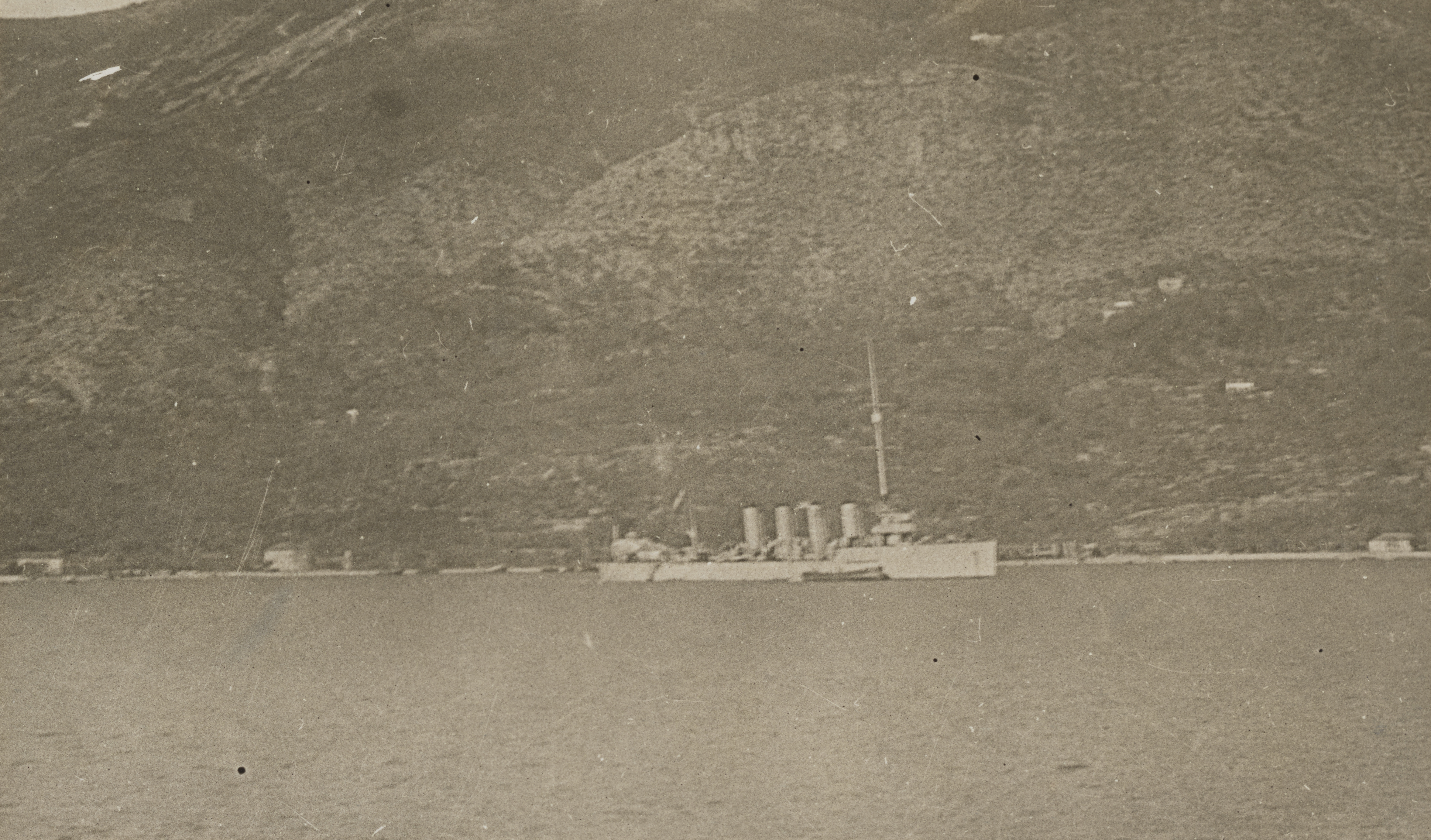
O Helgoland em Cátaro c. 1918–1919 logo depois da rendição austro-húngara

O Helgoland e seis contratorpedeiros tentaram duplicar a bem-sucedida operação de maio na noite de 18 para 19 de outubro, porém eles foram avistados por uma aeronave italiana e acabaram recuando diante dos reforços Aliados alertados. Ele estava na Baía de Cátaro em fevereiro de 1918 quando o Motim de Cátaro estourou; sua tripulação se manteve leal e a embarcação acabou sob fogo de vários cruzadores blindados amotinados no porto, porém conseguiu escapar sem ser danificado. O cruzador participaria em 11 de junho de 1918 de um grande ataque contra os navios Aliados defendendo o Estreito de Otranto, porém a ação foi abortada depois do couraçado SMS Szent István ter sido torpedeado e afundado por uma lancha torpedeira italiana no caminho para o ponto de encontro da operação. A Áustria-Hungria assinou o Armistício de Villa Giusti em 3 de novembro de 1918 com a Itália, encerrando sua participação na guerra. Sua frota foi transferida imediatamente para o recém-formado Reino dos Sérvios, Croatas e Eslovenos.

### Serviço italiano
O Tratado de Saint-Germain-en-Laye assinado em 1919 estabeleceu que o Helgoland deveria ser cedido como prêmio de guerra à Itália, com isto ocorrendo em 19 de setembro de 1920. Ele estava ancorado em Bizerta, na Tunísa, quando a transferência ocorreu, sendo renomeado para Brindisi e chegando em La Spezia no dia 26 de outubro, onde foi designado para o Grupo Explorador. Ele foi modificado para o serviço italiano em La Spezia entre 6 de abril e 16 de junho de 1921, em seguida sendo comissionado na Marinha Real Italiana. Foi feito a capitânia do contra-almirante Massimiliano Lovatelli, o oficial comandante da Esquadra Rápida. O Brindisi partiu para Constantinopla em 3 de julho, visitando no caminho vários portos na Itália, Grécia e Império Otomano. Substituiu o cruzador blindado San Giorgio como a capitânia da Esquadra Oriental ao chegar em Constantinopla no dia 16. Foi substituído como a capitânia em 6 de outubro e permaneceu com a Esquadra Oriental até retornar para a Itália em 7 de janeiro de 1924.
O Brindisi recepcionou o rei Vítor Emanuel III entre fevereiro e março de 1924 durante as cerimônias de transferência de Fiume para o controle italiano. O cruzador foi então para a Líbia, onde passou o restante do ano. Voltou para a Itália no ano seguinte e foi designado para a Esquadra Exploradora em 1º de abril de 1926, mas colocado na reserva em 26 de julho. Foi reativado em 1º de junho de 1927 e feito a capitânia da 1ª Esquadra de Contratorpedeiros sob o contra-almirante Enrico Cuturi. Foi substituído como capitânia seis meses depois e transferido para a Esquadra Especial, tornando-se em 6 de junho de 1928 a capitânia do contra-almirante Antonio Foschini. O Brindisi fez um cruzeiro pelo leste do Mar Mediterrâneo entre maio e junho de 1929 em que visitou a Grécia e o Dodecaneso. Foschini foi substituído pelo contra-almirante Salvatore Denti em 15 de outubro e o navio foi desarmado em 26 de novembro. Foi usado como depósito em Ancona, Pola e Trieste até ser removido do registro naval em 11 de março de 1937 e desmontado.